# Oospila arycanda
Oospila arycanda là một loài bướm đêm trong họ Geometridae.